# Boston City Hall

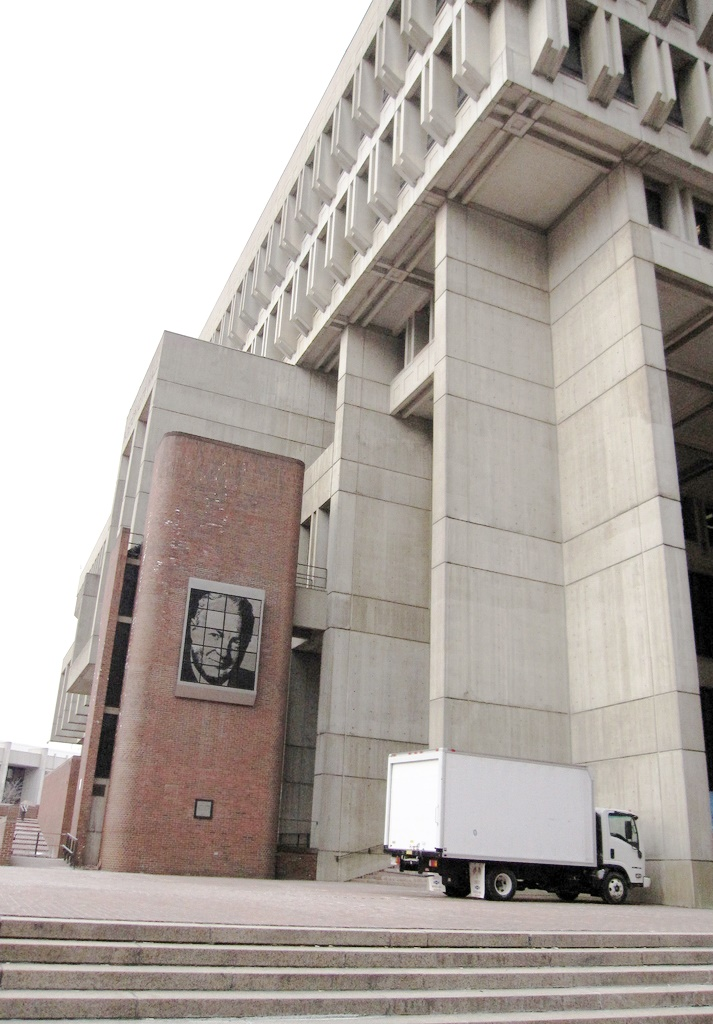
Prostor u budovy

Bostonská radnice je budova v centru města a sídlo samosprávy města Boston ve Spojených státech amerických.

## Výstavba
Do soutěže na budovu bostonské radnice bylo v roce 1962 zařazeno celkem 256 návrhů. Vítězným projektem se stal návrh architektů Gerharda Kallmana, Noela McKinnella a Edwarda Knowles. Byl realizován v letech 1963-1968 stavební firmou Architects and Engineers. V interiéru iv exteriéru této budovy probíhá na různých úrovních vzájemná interakce mezi občany a státní správou. Právě zde obyvatelé Bostonu přivítali anglickou královnu Alžběta II. Při její návštěvě Spojených států v roce 1976.

## Popis budovy
Budova radnice se nachází ve administrativním centru města. Kromě samotné budovy se v návrhu nachází i tzv. Plaza, náměstí inspirované antikou, které se stalo častým veřejným shromaždištěm.
Objekt bostonské radnice je devítipodlažní. Je formálně i funkčně rozdělen do tří úseků. První čtyři podlaží jsou plně přístupné veřejnosti. Nacházejí se zde kanceláře městského úřadu. Další prostory slouží úřadu primátora a městské rady. V nejvyšších podlažích se nacházejí kanceláře radnice, které jsou poměrně málo navštěvované veřejností. Autoři vyjádřili návrh rozdělení budovy do tří částí i materiálově. Ve fasádě se střídají cihlové povrchy s povrchy z pohledového betonu a keramickým obkladem. Pohledový beton typický pro Brutalismus, evokuje vážnost sídla primátora, přičemž cihla a keramický obklad evokují přístupnost veřejnosti.
Objekt radnice podpírá monolitická konstrukce, vyrobená portlandského betonu. Ostatní části stavby jsou železobetonové prefabrikáty a mají rozdílnou barevnost od litého betonu.

## Odezva veřejnosti
Objekt bostonské radnice se setkal s úspěchem zejména v kruzích modernistických architektů. Je považován za výborný příklad architektury brutalismu. Nicméně v řadách veřejnosti a samotných zaměstnanců radnice se objekt setkal s negativními reakcemi. Zaznamenány byly stížnosti v souvislosti s nevhodným pracovním prostředím a náročnou orientací ze strany návštěvníků objektu. Stavba byla v průběhu let 2006-2008 navržena k demolici, případně přemístění úřadu radnice do jiných prostor v rámci města.

## Použitá literatura
- LeBlanc, S .: Moderne Architektur in Amerika. Deutsche Verlags-Anstalt GmbH, Stuttgart, 1998. ISBN 3-421-03136-3, zde s. 131.
- Miller, N., Morgan, K .: Boston Architecture 1975-1990. Přestal Verlag, Mnichov, 1990. ISBN 3-7913-1097-6, zde s. 51.